# Phytobia magna
Phytobia magna este o specie de muște din genul Phytobia, familia Agromyzidae. A fost descrisă pentru prima dată de Mitsuhiro Sasakawa în anul 1963.
Este endemică în Taiwan. Conform Catalogue of Life specia Phytobia magna nu are subspecii cunoscute.